# 644-й ночной бомбардировочный авиационный полк
644-й ночной легкобомбардировочный авиационный Гродненский Краснознамённый полк  — авиационная воинская часть бомбардировочной авиации ВВС РККА в Великой Отечественной войне.

## Боевой путь
Сформирован в ноябре 1941 года.
С 1 апреля по 18 мая 1942 года входил в состав 7-й ударной авиационной группы ВВС Брянского фронта.
28 июля 1942 года полк (20 У-2) включен в состав 213-й ночной бомбардировочной дивизии.
В августе-сентябре 1942 года экипажи полка бомбардировали пехоту, артиллерийские и минометные батареи противника в городе Ржев, населенных пунктах Архарово, Апоки, Уколицы, Ульяново, Домашино, Архарово, Кирейково, Крутиково, Перестряж, Пески, Прохорово, Речицы, Рязаново, Самуйлово, Таблино, Черенково, на железнодорожном разъезде Рождественно, на железнодорожных станциях Ново-Дугинская и Касня, на участке дороги Долманово — Рузаново, на Варшавском шоссе. При выполнении боевых заданий отличились штурман полка капитан А. И. Голик, командир эскадрильи ст. лейтенант Н. Ф. Волков, зам. командира эскадрильи ст. лейтенант И. З. Пятилышнов и ст. лейтенант Н. И. Седых, штурман 1-й эскадрильи лейтенант Ю. З. Сорокин, штурман эскадрильи лейтенант А. М. Аббакумов, командир звена ст. лейтенант М. П. Вальковский, лётчик ст. лейтенант В. П. Скворцов, штурман звена лейтенант К. Р. Бирюков, штурман звена мл. лейтенант В. Т. Ильенко, штурман звена мл. лейтенант Н. А. Коноваленко, стрелки-бомбардиры лейтенант Н. Н. Котов, лейтенант Ю. Ф. Пальниченко, лейтенант С. В. Журавлёв.
В ночь на 9 августа из боевого задания по бомбардировке деревни Пески по дороге Ругатино — Самуйлово не вернулся экипаж пилота ст. сержанта А. Ф. Алексашина и стрелка-бомбардира ст. сержанта О. А. Максанова.
5 октября 1942 года материальная часть полка и часть личного состава были переданы в 702-й и 901-й ночные бомбардировочные полки, которые убыли на Сталинградский фронт. Оставшийся личный состав полка продолжил выполнение заданий по связи и одновременно занимался подготовкой пополнения и переподготовкой лётного состава из технического состава и наземных частей.
С августа 1942 года по 5 февраля 1943 года полк совершил 1473 успешных боевых вылета.
В апреле 1943 года экипажи полка выполняли специальное задание командования 1-й воздушной армии на транспортировку продовольствия и боеприпасов для 33-й армии. В ночь на 15 апреля при возвращении из специалного задания разбился самолёт лётчика мл. лейтенанта П. Вл. Нехаенко и штурмана сержанта А. Гр. Золотова. При выполнении заданий по снабжению армейских частей наиболее отличились командир 3-й эскадрильи капитан В. С. Поляков, заместитель командира эскадрильи ст. лейтенант М. И. Скрипка, командир звена мл. лейтенант И. Т. Гончарук, лётчик гвардии сержант Г. Г. Гриневич.
В мае-августе 1943 года лётчики полка совершили 2100 успешных боевых вылетов на разведку и бомбардировку войск противника в районе населенных пунктов Ашково, Болхов, Гудино, Жилково, Жиздра, Журиничи, Козловка, Куземки, Коноплянка, Лубенка, Макарово, Митяжково, Мужичино, Озёрище, Слепцы, Тарново, Фролово, Хвостовичи, Шуя, Ушаково, Юшково, переправы через реку Рессета, автотранспорта на шоссейных дорогах Белые Берега — Карачев, Брянск — Карачев, Воскресенское — Ашково, Дорогобуж — Ярцево, Крапивка — Скоротоевка, Сусея — Кцынь, Юрьево — Ярославль, Шуя — Куземки, железнодорожных эшелонов на станциях Белые Берега, Глинка, Зикеево, Коробец, Слепцы, Озёрская, Павлиново, Приднепровск, Судомир и железнодорожных перегонах Озерская-Судомир, Озерская-Зикеево, Стеклянный завод — Брянск. Полк содействовал наступлению наземных войск Западного фронта в направлении на Болхов, Ельню, Рославль, Брянск и Смоленск, прорыву укрепленной полосы противника в районе деревни Жилково и населенного пункта Павлиново. В ночь на 9 мая 1943 года при выполнении боевого задания в районе города Ельня не вернулся экипаж лётчика мл. лейтенанта П. Н. Ищенко и штурмана мл. лейтенанта А. Иг. Лепина. При выполнении боевых заданий наиболее отличились командир эскадрильи капитан П. Г. Городецкий, штурман эскадрильи ст. лейтенант А. М. Аббакумов, командир звена лейтенант И. И. Легкобитов, штурман звена Е. Ф. Варнавский, штурман звена мл. лейтенант Л. С. Карапыш, штурман звена мл. лейтенант Н. А. Коноваленко, летчики лейтенант П. И. Долгополов, лейтенант И. А. Стаценко, мл. лейтенант А. И. Нечаев, мл. лейтенант Г. Д. Мамалыга, мл. лейтенант Ф. О. Мусин, мл. лейтенант А. М. Никутов и мл. лейтенант И. Д. Худолей, штурманы мл. лейтенант Г. В. Антонов, мл. лейтенант С. И. Батенко, мл. лейтенант Г. И. Ковширин, мл. лейтенант Н. А. Лебедь, мл. лейтенант А. А. Рыжков, мл. лейтенант А. С. Скринников, мл. лейтенант В. В. Шеремет и мл. лейтенант Д. П. Шерстюк.
В октябре-декабре 1943 года полк составе 325-й ночной бомбардировочной авиационной дивизии вел разведку войск противника на дорогах Орша — Лучеса, Высокое — Бабиновичи, Дубровно — Высокое, Дубровно — Боброво, Дубровно — Вежки, Дубровно — Горки, Дубровно — Лапыри, Зубровно — Загвоздино, Дубровно — Орша, Орша — Копысь и бомбардировку войск, артиллерийско-минометных позиций и складов в районе населенных пунктов Неродичи, Красная Слобода, Большое и Малое Савино, Застенок-Юрьев, Гураки. В ночь на 17 ноября 1943 года экипажем лётчика мл. лейтенанта Н. А. Олейника и штурмана мл. лейтенанта И. И. Кочура взорван склад боеприпасов в деревне Шалашино. Оба офицера награждены орденами Славы III степени.
В январе-феврале 1944 года полк осуществлял воздушную поддержку наземных войск Западного фронта, вел разведку войск противника на дорогах Богушевск-Замостье, Мошканы-Юшков, Любаны-Обухово и бомбардировку воинских эшелонов на жележнодорожных станциях Богушевск и Курасово. При уничтожении железнодорожного эшелона на участке железной дороги Лучковская — Замосточье отличился помощник командира полка капитан Н. Н. Котов.
В апреле-мае 1944 года при бомбометании на участках дорог Ельня — Спас-Деменск, на железнодорожных станциях Павлиново и Погодино отличились штурман эскадрильи капитан Ю. З. Сорокин, лётчик лейтенант М. М. Гладышев. В ночь на 25 мая 1944 года экипажем в составе лётчика мл. лейтенанта А. М. Минина-Васильева и штурмана мл. лейтенанта М. И. Кисель уничтожен большой склад горючего расположенного в лесу рядом с дорогой Будино — Сухари. Оба офицера за образцовое выполнение боевого задания награждены орденами Славы III степени.
Во время проведения Белорусской операции экипажи полка выполняли боевые вылеты на разведку и бомбардировку немецких войск, техники и складов в населенных пунктах Благовичи, Боровец, Голынец, Головчин, Дашковка, Жиздра, Кузница, Макеевка, Новоселки, Остроленка, Самулки, автотранспорта противника на дорогах Васильевщина — Березино, Мястово — Рудзеево, на Минском шоссе, эшелонов на железнодорожных станциях Ликк, Погодино, Осовец, Реста, Граево и Ямница, воздушную поддержку частей и соединений 2-го Белорусского фронта в боях при прорыве линии фронта на реке Проня, при форсировании реки Днепр, во время наступления на могилёвском и минском направлениях и при овладении городами Гродно и Осовец. В ночь на 18 июня 1944 года при выполнении боевого задания погибли лётчик лейтенант Г. Д. Мамалыга и штурман мл. лейтенант В. И. Монахов. При выполнении боевого задания в ночь на 24 августа 1944 года в районе города Остроленка огнем истребителей противника смертельно ранен штурман мл. лейтенант С. И. Батенко, погибли зам. командира эскадрильи капитан П. И. Александров и штурман звена В. Т. Ильенко.
Приказом НКО от 25 июля 1944 года на основании Приказа ВГК № 139 от 16 июля 1944 года 644-му ночному бомбардировочному авиационному полку присвоено почётное наименование «Гродненский».
Во время боев за освобождение Восточной Польши в октябре-декабре 1944 года полк осуществлял разведку и бомбардировку живой силы и техники противника в районе населенных пунктов Вельголинки, Винница, Вуссовка, Драчково, Добрыляс, Морговники, Зельке-Домбровка, Швелица, Пултуск, Макув, Модлин, Насельск, Цеханув, железнодорожных станций Голымин и Цеханув, уничтожение транспорта на дорогах Ломжа — Новогруд, Карнево — Черностув, Гура — Пултуск, Масаки — Черностув и Глодово — Черностув. При выполнении ночных вылетов на бомбометание отличились командир звена ст. лейтенант В. Т. Галда, командир звена ст. лейтенант Л. П. Мухин, штурман звена ст. лейтенант Г. П. Домашенко, штурман звена мл. лейтенант Г. В. Антонов, штурман звена мл. лейтенант И. И. Кочура, лётчики лейтенант А. Т. Лопанов, мл. лейтенант Г. П. Ванин, мл. лейтенант Н. А. Калиничев, мл. лейтенант А. М. Минин-Васильев и мл. лейтенант М. Н. Петриченко, штурманы мл. лейтенант Н. И. Лысак, мл. лейтенант М. И. Кисель, мл. лейтенант К. Е. Солодрай, мл. лейтенант Л. А. Ахмадулин и старшина В. П. Полухин.
Во время боев в Белоруссии и Польше полк произвел 7868 боевых вылетов.
Указом Президиума Верховного Совета СССР от 22 сентября 1944 года «за образцовое выполнение заданий командования в боях с немецкими захватчиками, за овладение городом и крепостью Ломжа и за проявленные при этом мужество и доблесть» 644-й ночной бомбардировочный авиационный Гродненский полк награжден орденом Боевого Красного Знамени.
Во время проведения Восточно-Прусской, Восточно-Померанской и Берлинской наступательных операций экипажы полка произвели 5229 боевых вылетов. Полк оказывал воздушную поддержку наземным войскам 2-го Белорусского фронта при прорыве укрепленной оборонительной полосы на реке Нарев в январе 1945 года, наносил бомбовые удары по войскам противника в районе городов и населенных пунктов Киритц, Старгард, Оксхефт, Пшасныш, Мельзак, Пельплин Гартц, Хмелево, Радеков, Насельск, участки шоссейных дорог Гура — Пултуск, Цеханув — Глиноецк, осуществлял бомбардировку портов Данциг и Гдыня. При выполнении боевого задания по уничтожению живой силы и техники противника на аэродроме Цеханув, в ночь на 13 января 1945 года, погибли лётчик ст. сержант Л. А. Горностаев и штурман мл. лейтенант И. А. Иващук.

## Командир полка
- майор, подполковник Катруха Степан Никитович

## Управление полка
- Комиссар полка, заместитель командира полка по политической части
  -  майор Клюшник Иван Илларионович (с апреля 1942 г.)
- Парторг полка
  -  старший лейтенант Кривошеин Сергей Григорьевич
  -  капитан Семихов Трофим Георгиевич
- Заместитель командира полка
  -  майор Жигарьков Василий Иванович (до мая 1944 г.)
  -  майор Седых Николай Ильич
- Штурман полка
  -  старший лейтенант, капитан, майор Голик Александр Иванович
- Помощник командира полка по воздушно-стрелковой службе
  -  капитан Котов Николай Иванович
  -  капитан Сорокин Юрий Захарович
- Начальник связи полка
  -  старший лейтенант Скрипкин Константин Николаевич
- Начальник химической службы полка:
  -  капитан Трохин Владимир Александрович

## Штаб полка
- Начальник штаба
  - майор Шувалов Иван Гаврилович
  - капитан Илюшечкин Владимир Яковлевич (сентябрь 1942 г. — февраль 1943 г.)
  -  инженер-подполковник Литвинов Иван Филиппович
- Помощник начальника штаба полка по спецсвязи:
  -  младший лейтенант Волженков Алексей Васильевич
- Начальник отделения строевого и кадров
  -  старший лейтенант административной службы Якименко Андрей Исаевич (с 15.11.1941 г.)

## Инженерная служба полка
- Старший инженер:
  -  инженер-капитан Васильев Анатолий Гаврилович
  -  старший техник-лейтенант Пичкур Фёдор Кондратьевич
- Заместитель старшего инженера по вооружению
  -  старший техник-лейтенант Веселов Владимир Сергеевич (погиб 20.1.1945)
  -  капитан авиационно-технической службы Шакунов Матвей Ильич
- Заместитель старшего инженера по электроспецоборудованию:
  - Военинженер 3-го ранга Венков Николай Иванович

## Медицинская служба полка
- Старший врач:
  -  старший лейтенант медицинской службы Панова Нина Васильевна

## Наиболее отличившиеся лётчики и штурманы полка
| Награды | Фамилия, имя, отчество            | Должность                 | Воинское звание   | Совершённый подвиг |
| ------- | --------------------------------- | ------------------------- | ----------------- | --- |
|         | Андропов Сергей Сергеевич         | Штурман эскадрильи        | Капитан           | Всего совершил 390 боевых вылетов на По-2. |
|         | Бирюков Кузьма Родионович         | Штурман эскадрильи        | Капитан           | Всего совершил 432 боевых вылета на По-2. |
|         | Букин Анатолий Владимирович       | Старший лётчик            | Лейтенант         | Всего выполнил 402 боевых вылета на По-2. |
|         | Вальковский Михаил Павлович       | Зам. командира эскадрильи | Капитан           | Всего совершил 372 боевых вылета на По-2. |
|         | Варнавский Евгений Фёдорович      | Штурман звена             | Старший лейтенант | 17.5.1942 разбомбил мост через реку Шуица. В ночь на 8.6.1944 при выполнении боевого задания в районе н. п. Дашковка ранен огнем немецкого истребителя в левую кисть руки и в левое бедро. Всего совершил 507 боевых вылетов в составе 880 ААСП и 644 НБАП. |
|         | Гончарук Иван Терентьевич         | Командир звена            | Старший лейтенант | 7.2.1942 ранен в левое плечо осколком мины во время обороны Москвы. Всего выполнил 286 боевых вылетов и вылетов на агитацию. |
|         | Гриневич Георгий Георгиевич       | Командир звена            | Старший лейтенант | Всего выполнил 367 боевых вылетов на По-2 |
|         | Дискин Анисим Михайлович          | Командир эскадрильи       | Капитан           | Выполнил 299 боевых вылетов на По-2 |
|         | Карапыш Лука Степанович           | Штурман звена             | Старший лейтенант | Выполнил 453 боевых вылета на По-2. |
|         | Ковширин Григорий Иванович        | Штурман звена             | Старший лейтенант | Выполнил 423 боевых вылетов на По-2. |
|         | Коноваленко Николай Александрович | Нач. связи эскадрильи     | Старший лейтенант | Всего выполнил 422 боевых вылета на По-2. |
|         | Кочура Иван Иванович              | Штурман звена             | Лейтенант         | Всего выполнил 401 боевой вылет на По-2. |
|         | Лагунов Иван Алексеевич           | Командир звена            | Лейтенант         | Всего выполнил 30 боевых вылетов на «Кеттихаук», 289 боевых и 70 оперативных вылетов на По-2. |
|         | Лукьянов Александр Николаевич     | Старший лётчик            | Лейтенант         | Всего выполнил 363 боевых вылета на По-2. |
|         | Мусин Файк Абдулович              | Старший лётчик            | Лейтенант         | Выполнил 445 боевых вылетов на По-2. |
|         | Мухин Леонид Павлович             | Командир звена            | Лейтенант         | Выполнил 500 боевых вылетов на По-2. |
|         | Новоселов Валентин Иванович       | Штурман эскадрильи        | Капитан           | Всего выполнил 57 боевых вылетов на Пе-2 в составе 1 ДРАП и 260 боевых вылетов на По-2 в составе 644 НБАП. Тяжело ранен 16.3.1942 в голову при выполнении боевого задания западнее города Юхнов.                                                            |
|         | Поляков Владимир Саввич           | Командир 3-й эскадрильи   | Майор             | Всего выполнил 188 боевых вылетов на По-2. |
|         | Скрипка Михаил Иванович           | Командир эскадрильи       | Капитан           | Всего выполнил 256 вылетов на связь по заданию штаба 213 БАД и 341 боевой вылет на По-2. |
|         | Царьков Алексей Васильевич        | Командир звена            | Старший лейтенант | 980 вылетов на связь и 288 боевых вылетов в составе 510 САП, 431 ОАЭС и 644 НБАП. |
|         | Шавыкин Андрей Викторович         | Нач. связи эскадрильи     | Старший лейтенант | 422 боевых вылета на По-2. |
|         | Шеремет Владимир Васильевич       | Штурман звена             | Лейтенант         | Ранен в грудь во время выполнения боевого задания 27.6.1941. Всего выполнил 390 боевых вылетов на По-2 в составе 644 НБАП, 22 боевых вылета на Ли-2 и 4 боевых вылета на Р-Z на Юго-Западном фронте.                                                        |
|         | Шерстюк Дмитрий Петрович          | Штурман звена             | Старший лейтенант | В ночь на 14.6.1944 при выполнении боевого задания по бомбометанию и разведке войск противника в районе н. п. Новосёлки ранен в левую ногу. Всего совершил 284 вылета на По-2.                                                                              |

## Благодарности Верховного Главнокомандующего
Воинам полка в составе 325-й ночной бомбардировочной авиадивизии объявлены благодарности Верховного Главнокомандующего:
- За отличие в боях при прорыве обороны немцев на Могилевском направлении и форсирование реки Проня западнее города Мстиславль, при занятии районного центра Могилевской области — города Чаусы и освобождении более 200 других населенных пунктов, среди которых Черневка, Ждановичи, Хоньковичи, Будино, Васьковичи, Темривичи и Бординичи[7].
- За отличие в боях при овладении штурмом овладели крупным областным центром Белоруссии городом Могилёв — оперативно важным узлом обороны немцев на минском направлении, а также овладении с боями городов Шклов и Быхов[8].
- За отличие в боях при овладении городом и крупным промышленным центром Белосток — важным железнодорожным узлом и мощным укрепленным районом обороны немцев, прикрывающим пути к Варшаве[9].
- За отличие в боях при овладении штурмом городом и крепостью Осовец — мощным укрепленным районом обороны немцев на реке Бобр, прикрывающим подступы к границам Восточной Пруссия[10].
- За отличие в боях при овладении городом и крепостью Ломжа — важным опорным пунктом обороны немцев на реке Нарев[11].
- За отличие в боях при овладении штурмом города Пшасныш (Прасныш), городом и крепостью Модлин (Новогеоргиевск) — важными узлами коммуникаций и опорными пунктами обороны немцев, а также при занятии с боями более 1000 других населенных пунктов[12].
- За отличие в боях при овладении городами Млава и Дзялдов (Зольдау) — важными узлами коммуникаций и опорными пунктами обороны немцев на подступах к южной границе Восточной Пруссии и городом Плоньск — крупным узлом коммуникаций и опорным пунктом обороны немцев на правом берегу Вислы[13].
- За отличие в боях при выходе на побережье Балтийского моря и при овладении городом Кёзлин — важным узлом коммуникаций и мощным опорным пунктом обороны немцев на путях из Данцига в Штеттин, отсечение войск противника в Восточной Померании от его войск в Западной Померании[14].
- За отличие в боях при овладении городом и крепостью Грудзёндз (Грауденц) — мощным узлом обороны немцев на нижнем течении реки Висла[15].
- За отличие в боях при овладении городами Гнев (Меве) и Старогард (Прейсиш Старгард) — важными опорными пунктами обороны немцев на подступах к Данцигу[16].
- За отличие в боях при овладении городом Штольп — важным узлом железных и шоссейных дорог и мощным опорным пунктом обороны немцев в Северной Померании[17].
- За отличие в боях при овладении городом и военно-морской базой Гдыня — важной военно-морской базой и крупным портом на Балтийском море[18].
- За отличие в боях при овладении городом и крепостью Гданьск (Данциг) — важнейшим портом и первоклассной военно-морской базой немцев на Балтийском море[19].
- За отличие в боях при овладении главным городом Померании и крупным морским портом Штеттин, а также занятии городов Гартц, Пенкун, Казеков, Шведт[20].
- За отличие в боях при овладении городами Грайфсвальд, Трептов, Нойштрелитц, Фюрстенберг, Гранзее — важными узлами дорог в северо-западной части Померании и в Мекленбурге[21].
- За отличие в боях при овладении городами Штральзунд, Гриммен, Деммин, Мальхин, Варен, Везенберг — важными узлами дорог и сильными опорными пунктами обороны немцев[22].
- За отличие в боях при овладении городом Росток и Варнемюнде[23].
- За отличие в боях при разгроме берлинской группы немецких войск овладением столицы Германии городом Берлин — центром немецкого империализма и очагом немецкой агрессии[24].
- За отличие в боях при овладении городами Барт, Бад-Доберан, Нойбуков, Барин, Виттенберге и соединении 3 мая с союзными английскими войсками на линии Висмар, Виттенберге[25].
- За отличие в боях при овладении портом и военно-морской базой Свинемюнде — крупным портом и военно-морской базой немцев на Балтийском море[26].
- За отличие в боях при форсировании пролива Штральзундерфарвассер и овладении островом Рюген[27].